# XO-2 b
XO-2 b (również XO-2N b) – planeta pozasłoneczna orbitująca wokół gwiazdy XO-2 w gwiazdozbiorze Rysia. Została odkryta dzięki obserwacji tranzytu przed tarczą gwiazdy w 2007 roku przez Christophera J. Burke’a i jego zespół. Jest drugą planetą odkrytą przy wykorzystaniu teleskopu XO.

## Charakterystyka
Jak większość planet odkrytych metodą tranzytu, XO-2 b jest gazowym olbrzymem orbitującym bardzo blisko swojej gwiazdy. Taka bliskość sprawia, że na powierzchni planety panuje temperatura zbliżona do 1200 K, co klasyfikuje ten obiekt do grona gorących jowiszy. XO-2 b obiega swoją gwiazdę w 2,6 dnia na orbicie oddalonej od XO-2 o 0,04 j.a. Masa planety to 62% masy Jowisza, zaś promień to 97% promienia największej planety Układu Słonecznego. Promień XO-2 b jest relatywnie duży w stosunku do masy, co może być spowodowane intensywnym ogrzewaniem obiektu przez pobliską gwiazdę. Takie właściwości powodują, iż gęstość planety XO-2 b wynosi 820 kg/m3.